# Stand By
A Stand By (magyarul: Készen állok) egy dal, mely San Marinót képviselte a 2011-es Eurovíziós Dalfesztiválon. A dalt az olasz Senit adta elő angol nyelven.
A dalt nemzeti döntő nélkül választották ki, az énekesnőt az SMRTV kérte fel a feladatra, és 2011. február 3-án mutatták be San Marino indulójaként. A dalt 2011. március 11-én egy műsor keretében mutatták be a közönségnek.
Az Eurovíziós Dalfesztiválon a dalt először a május 10-én rendezett első elődöntőben adták elő, a fellépési sorrendben tizenkettedikként, a máltai Glen Vella One Life című dala után, és a horvát Daria Celebrate című dala előtt. Az elődöntőben 34 ponttal a tizenhatodik helyen végzett, így nem jutott tovább a május 14-i döntőbe.